# Dörnbach (Hensbach)
Der Dörnbach oder Dörngraben ist ein knapp zwei Kilometer langer und rechter Zufluss des Hensbachs im unterfränkischen Landkreis Aschaffenburg und in der kreisfreien Stadt Aschaffenburg in Bayern.

## Geographie

### Verlauf
Der Dörnbach entspringt am südlichen Ortsrand auf der Gemarkung von Haibach im Landkreis Aschaffenburg auf einer Höhe von 245 m ü. NHN.
Er verläuft in südwestliche Richtung durch das Naturschutzgebiet Dörngraben bei Haibach und bildet dabei für etwa 900 m die Grenze zur Stadt Aschaffenburg. Dort fließen dem Dörnbach zwei kleine Bäche von rechts zu. Er unterquert noch die Straße Am Königsgraben (AB 11) und mündet schließlich an der Dimpelsmühle in Schweinheim auf einer Höhe von 168 m ü. NHN von rechts in den aus dem Ost-Südosten heranziehenden Hensbach.
Der etwa 1,9 km lange Lauf des Dörnbachs endet ungefähr 77 Höhenmeter unterhalb seiner Quelle, er hat somit ein mittleres Sohlgefälle von circa 41 ‰.

### Einzugsgebiet
Das etwa 1,5 km² große Einzugsgebiet des Dörnbachs liegt im Spessart und  wird durch ihn über den Hensbach, den Main und den Rhein zur Nordsee entwässert.
Es grenzt
- im Nordosten an das Einzugsgebiet des Haibachs, der über den Röderbach und die Aschaff in den Main entwässert
- im Osten an das des Morsbachs, der in den Aschaffzufluss  Bessenbach mündet
- im Südosten an das des Birkbach, der in den Morsbach mündet
- im Süden an das des Hensbachzuflusses Neuwiesenbach und an das des Hensbachs
- und im Norden an das des Kühruhgrabens und das von dessen Zufluss Hechelsgraben.

## Naturschutzgebiet Dörngraben bei Haibach

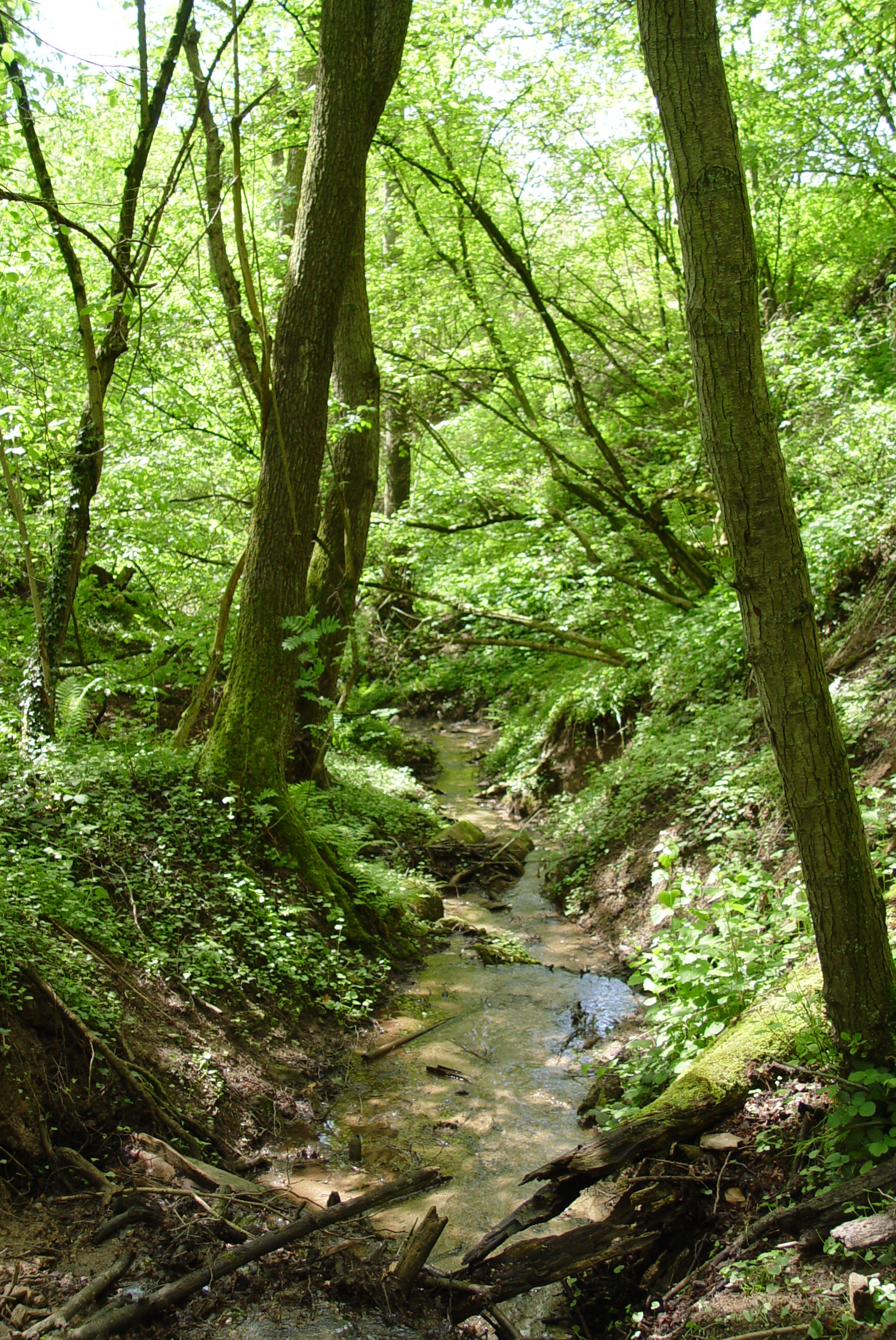
Der Dörnbach im Naturschutzgebiet Dörngraben bei Haibach

Das etwa 6,3 Hektar große Naturschutzgebiet Dörngraben bei Haibach wurde bereits 1934 unter besonderen Schutz gestellt. Erst im Jahr 1986 wurde es als Naturschutzgebiet ausgewiesen.
Es ist ein landschaftstypisches Kerbtal des Vorspessarts, mit steilen Hangböschungen, das etwa 20–30 m tief in den Gneis und Glimmerschiefer eingeschnitten ist. Die ungefähr einen Kilometer lange Schlucht liegt südlich von Haibach. Schutzzweck ist die Entwicklung bestimmter Teile von Natur und Landschaft sowie der Schutz der diesem Lebensraum angepassten Tiere und Pflanzen.